# Osmannisk storvesir
Osmanniske storvesirer var de højestrangerende ministre i det osmanniske rige, med absolut magt og i princippet kun underlagt sultanen selv. Storvesiren holdt det kejserlige segl og kunne indkalde alle andre vesirer til at varetage statens anliggender. De blev kaldt "Kubbealtı-vesirer" med henvisning til deres mødested, den Kubbealtı (under kuplen) i Topkapi-paladset. Storvesirens kontor var placeret ved hovedporten. I de spirende faser af den osmanniske stat var vesir den eneste anvendte titel. Den første vesir til at bære titlen storvesir, var Çandarlı Kara Halil Hayreddin Pasha. Kun storvesiren havde sultanens segl. Den oprindelige titel Vezir-i Azam blev gradvist erstattet af sadrazam; begge betyder "stor vesir". Gennem den osmanniske historie har storvesirerne også gået under betegnelserne sadr-ı Ali ("høj vesir"), vekil-i mutlak ("højeste rådgiver"), sahib-i devlet ("indehaver af staten"), serdar-ı Ekrem, serdar-ı Azam og zat-ı âsafî. 
| Historie | Spire Denne historieartikel er en spire som bør udbygges. Du er velkommen til at hjælpe Wikipedia ved at udvide den. |